# Mangroveguvat
A mangroveguvat (Rallus longirostris) a madarak (Aves) osztályának darualakúak (Gruiformes) rendjébe, ezen belül a guvatfélék (Rallidae) családjába tartozó faj.

## Rendszerezése
A fajt Pieter Boddaert holland orvos és ornitológus írta le 1783-ban. Alfajainak száma bizonytalan, így elterjedési területe is.

## Alfajai
- Rallus longirostris beldingi Ridgway, 1882
- Rallus longirostris belizensis Oberholser, 1937
- Rallus longirostris caribaeus Ridgway, 1880
- Rallus longirostris coryi Maynard, 1887
- Rallus longirostris crassirostris Lawrence, 1871 - Brazília északi része
- Rallus longirostris crepitans Gmelin, 1789
- Rallus longirostris cypereti Taczanowski, 1878 - Kolumbia délnyugati részének part menti területei, Ecuador és Peru északnyugati része
- Rallus longirostris grossi Paynter, 1950
- Rallus longirostris insularum W. S. Brooks, 1920
- Rallus longirostris leucophaeus Todd, 1913
- Rallus longirostris levipes Bangs, 1899
- Rallus longirostris longirostris Boddaert, 1783 - Guyana, Suriname és Francia Guyana
- Rallus longirostris margaritae Zimmer & Phelps, 1944 - Margarita sziget
- Rallus longirostris obsoletus Ridgway, 1874 vagy Rallus obsoletus
- Rallus longirostris pallidus Nelson, 1905 - Trinidad
- Rallus longirostris pelodramus Oberholser, 1937
- Rallus longirostris phelpsi Wetmore, 1941 - Kolumbia északkeleti része és Venezuela északnyugati része
- Rallus longirostris saturatus Ridgway, 1880
- Rallus longirostris scottii Sennett, 1888
- Rallus longirostris waynei Brewster, 1899
- Rallus longirostris yumanensis Dickey, 1923

## Előfordulása
Brazília, Ecuador, Francia Guyana, Guyana, Kolumbia, Peru, Suriname, Trinidad és Tobago, valamint Venezuela területén honos. Természetes élőhelyei a szubtrópusi és trópusi mangroveerdők, sós mocsarak és tengerpartok, valamint édesvizű mocsarak, lápok és tavak. Állandó, nem vonuló faj.

## Megjelenése
Testhossza 40 centiméter. A pofája szürkés, a háti része barna vagy olajzöld - az élőhelyétől függően -, sötétebb mintázattal. A torka és a farokalatti része fehér. A testoldalai fehéren-barnán csíkozottak. A tojó jóval kisebb a hímnél.

## Természetvédelmi helyzete
Az elterjedési területe rendkívül nagy, egyedszáma ugyan csökken, de még nem éri el a kritikus szintet. A Természetvédelmi Világszövetség Vörös listáján nem fenyegetett fajként szerepel.